# Megachile trigonaspis
Megachile trigonaspis är en biart som beskrevs av Carlos Schrottky 1913. Megachile trigonaspis ingår i släktet tapetserarbin, och familjen buksamlarbin. Inga underarter finns listade i Catalogue of Life.